# Phyllodesmium horridum
Phyllodesmium horridum (Macnae, 1954) è un mollusco nudibranchio della famiglia Myrrhinidae.